# Walter Rauschenbusch
Walter Rauschenbusch (4. října 1861 – 25. července 1918) byl americký protestantský teolog a baptistický kazatel. Patřil ke klíčovým osobnostem teologického hnutí Sociálního evangelismu (anglicky Social Gospel).
Od roku 1897 byl profesorem Nového zákona na Rochester Theological Seminary; jeho teologická orientace byla liberální. Inspiroval rané představitele českého baptistického hnutí jako např. Františka Kolátora.
Významně ovlivnil myšlení Martina Luthera Kinga. Jeho vnukem byl filozof Richard Rorty.

## Dílo (výběr)
- Christianity and the Social Crisis (1907)
- For God and the People. Prayers for the Social Awakening. (1910)
- The Theology of the Social Gospel (1917)